# Britain’s Got Talent (Staffel 3)
Die dritte Staffel von Britain’s Got Talent wurde vom 11. April bis zum 30. Mai 2009 vom britischen Fernsehsender ITV ausgestrahlt. Sieger der Staffel war die Tanzgruppe Diversity. Den zweiten Platz belegte die Sängerin Susan Boyle und Dritter wurde der Saxophon-Spieler Julian Smith. Die Jurymitglieder und die Moderatoren blieben zu den ersten beiden Staffeln unverändert.

## Auditions
Die Auditions fanden in dem Jahr in Manchester, Glasgow, Birmingham & Cardiff statt.

## Kandidatenliste
Die folgenden Kandidaten erreichten das Halbfinale bzw. das Finale. Die Halbfinalisten wurden in einer Extra-Sendung von den Jurymitgliedern aus allen nach den Auditions verbliebenen Kandidaten bestimmt.
| Name                         | Alter      | Genre              | Talent                                 | Ergebnis         |
| ---------------------------- | ---------- | ------------------ | -------------------------------------- | ---------------- |
| 2 Grand                      | 12-76      | Gesang             | Großvater/Enkelin-Gesangsduo           | Finalisten       |
| Aidan Davis                  | 12         | Tanz               | Street Dancer                          | Finalist         |
| Ben and Becky                | 16-18      | Tanz               | Abschlussball-Tänzer                   | Halbfinalisten   |
| Brit Chix                    | 23-26      | Musik              | Rockband                               | Halbfinalisten   |
| Callum Francis               | 12         | Musik              | Musical-Gesang                         | Halbfinalist     |
| Darth Jackson                | 37         | Tanz               | Darth Vader & Michael Jackson Imitator | Halbfinalist     |
| DCD Seniors                  | 14, 21     | Tanz               | Tanzgruppe                             | Halbfinalisten   |
| Diversity                    | 13-25      | Tanz               | Street Dance-Gruppe                    | Sieger           |
| DJ Talent                    | 30         | Gesang             | Rapper                                 | Halbfinalist     |
| Fabia Cerra                  | 35         | Tanz               | Burleske-Tänzerin                      | Halbfinalistin   |
| Faces of Disco               | 24 & 30    | Tanz               | Comedy-Tanzduo                         | Halbfinalisten   |
| Flawless                     | 20-31      | Tanz               | Street Dance-Gruppe                    | Finalisten       |
| Floral High Notes            | 43 & 46    | Gesang / Floristik | Opernsängerin & Florist                | Halbfinalisten   |
| Fred Bowers                  | 73         | Tanz               | Breakdancer                            | Halbfinalist     |
| Gareth Oliver                | 28         | Unterhaltung       | Bauchredner                            | Halbfinalist     |
| Good Evans                   | 6-42       | Gesang             | Gesangs-Familie                        | Halbfinalisten   |
| Greg Pritchard               | 24         | Gesang             | Opernsänger                            | Halbfinalist     |
| Harmony                      | 14 & 16    | Gesang             | Musical-Gesang                         | Halbfinalisten   |
| Hollie Steel                 | 10         | Gesang             | Sängerin                               | Finalistin       |
| Hot Honeyz                   | 16-25      | Tanz               | Tanzgruppe                             | Halbfinalisten   |
| Jackie Prescott & Tippy Toes | 40 & 2 1/2 | Tier / Tanz        | Hundetanz                              | Halbfinalisten   |
| Jamie Pugh                   | 38         | Gesang             | Sänger                                 | Halbfinalist     |
| Julia Naidenko               | 24         | Tanz               | Bauchtänzerin                          | Halbfinalistin   |
| Julian Smith                 | 40         | Musik              | Saxophon-Spieler                       | Drittplatzierter |
| Kay Oresanya                 | 31         | Gesang / Musik     | Menschliches „Saxophon“                | Halbfinalist     |
| Luke Clements                | 36         | Jonglieren         | Früchte-Jongleur                       | Halbfinalist     |
| Martin Matcham               | 35         | Gesang / Musik     | Sänger & Gitarrist                     | Halbfinalist     |
| MD Showgroup                 | 9-17       | Tanz               | Street Dance-Gruppe                    | Halbfinalisten   |
| Merlin Cadogan               | 35         | Gefahr             | Überlebenskünstler                     | Halbfinalist     |
| Natalie Okri                 | 10         | Gesang             | Sängerin                               | Halbfinalistin   |
| Nick Hell                    | 26         | Gefahr             | Extrem-Performance                     | Halbfinalist     |
| Peter Coghlan                | 48         | Unterhaltung       | Dragqueen-Performer                    | Halbfinalist     |
| Shaheen Jafargholi           | 12         | Gesang             | Sänger                                 | Finalist         |
| Shaun Smith                  | 17         | Gesang             | Sänger                                 | Finalist         |
| Stavros Flatley              | 13 & 40    | Comedy / Tanz      | Comedy-Tanzduo                         | Finalisten       |
| Sue Son                      | 24         | Musik              | Violinen-Spielerin                     | Halbfinalistin   |
| Sugar Free                   | 16-23      | Tanz               | Street Dance-Gruppe                    | Halbfinalisten   |
| Susan Boyle                  | 48         | Gesang             | Sängerin                               | Zweitplatzierte  |
| The Barrow Boys              | 18-27      | Tanz               | Schubkarren-Tänzer                     | Halbfinalisten   |
| The Dreambears               | 29-34      | Comedy / Tanz      | Comedy-Tanztrio                        | Halbfinalisten   |

## Halbfinale

### Erstes Halbfinale
Das erste Halbfinale fand am 24. Mai 2009 statt.
| Start- Nr. | Name           | Talent                                 | Ergebnis                                                          | Anmerkungen                                           |
| ---------- | -------------- | -------------------------------------- | ----------------------------------------------------------------- | ----------------------------------------------------- |
| 1          | Diversity      | Street Dance-Gruppe                    | Zweitplatzierte / Finalisten durch Jurystimmen                    | Stimme von Simon Cowell & Piers Morgan                |
| 2          | Sue Son        | Violinen-Spielerin                     | ausgeschieden                                                     |                                                       |
| 3          | Darth Jackson  | Darth Vader & Michael Jackson Imitator | ausgeschieden                                                     | Buzzer von Simon Cowell                               |
| 4          | Natalie Okri   | Sängerin                               | ausgeschieden / Zu wenig Jurystimmen                              | Stimme von Amanda Holden                              |
| 5          | Julia Naidenko | Bauchtänzerin                          | ausgeschieden                                                     | Buzzer von Amanda Holden                              |
| 6          | Nick Hell      | Extrem-Performence                     | ausgeschieden                                                     | Buzzer von Simon Cowell, Amanda Holden & Piers Morgan |
| 7          | Faces of Disco | Comedy-Tanzduo                         | ausgeschieden                                                     | Buzzer von Simon Cowell & Piers Morgan                |
| 8          | Susan Boyle    | Sängerin                               | Siegerin der Halbfinalshow / Finalisten durch das Zuschauervoting |                                                       |

### Zweites Halbfinale
Das zweite Halbfinale fand am 25. Mai 2009 statt.
| Start- Nr. | Name           | Talent                | Ergebnis                                                        | Anmerkungen                                       |
| ---------- | -------------- | --------------------- | --------------------------------------------------------------- | ------------------------------------------------- |
| 1          | DJ Talent      | Rapper                | ausgeschieden                                                   |                                                   |
| 2          | Merlin Cadogan | Überlebenskünstler    | ausgeschieden                                                   |                                                   |
| 3          | Hot Honeyz     | Tanzgruppe            | ausgeschieden                                                   | Buzzer von Simon Cowell & Piers Morgan            |
| 4          | Jamie Pugh     | Sänger                | ausgeschieden                                                   | Buzzer von Amanda Holden                          |
| 5          | Peter Coghlan  | Dragqueen-Performance | ausgeschieden                                                   | Buzzer von Simon Cowell & Amanda Holden           |
| 6          | Gareth Oliver  | Bauchredner           | ausgeschieden / Zu wenig Jurystimmen                            | Buzzer von Simon Cowell & Stimme von Piers Morgan |
| 7          | Shaun Smith    | Sänger                | Zweitplatzierter / Finalist durch Jurystimmen                   | Stimme von Simon Cowell & Amanda Holden           |
| 8          | Flawless       | Street Dance-Gruppe   | Sieger der Halbfinalshow / Finalisten durch das Zuschauervoting |                                                   |

### Drittes Halbfinale
Das dritte Halbfinale fand am 26. Mai 2009 statt.
| Start- Nr. | Name               | Talent                  | Ergebnis                                                        | Anmerkungen                             |
| ---------- | ------------------ | ----------------------- | --------------------------------------------------------------- | --------------------------------------- |
| 1          | Harmony            | Musical-Gesang          | ausgeschieden                                                   |                                         |
| 2          | Kay Oresanya       | Menschliches „Saxophon“ | ausgeschieden                                                   | Buzzer von Simon Cowell                 |
| 3          | Ben and Becky      | Abschlussball-Tänzer    | ausgeschieden                                                   |                                         |
| 4          | Shaheen Jafargholi | Sänger                  | Zweitplatzierter / Finalist durch Jurystimmen                   | Stimme von Amanda Holden & Piers Morgan |
| 5          | The Barrow Boys    | Schubkarren-Tänzer      | ausgeschieden                                                   | Buzzer von Simon Cowell & Piers Morgan  |
| 6          | MD Showgroup       | Street Dance-Gruppe     | ausgeschieden / Zu wenig Jurystimmen                            | Stimme von Simon Cowell                 |
| 7          | Floral High Notes  | Opernsängerin & Florist | ausgeschieden                                                   | Buzzer von Simon Cowell                 |
| 8          | Stavros Flatley    | Comedy-Tanzduo          | Sieger der Halbfinalshow / Finalisten durch das Zuschauervoting |                                         |

### Viertes Halbfinale
Das vierte Halbfinale fand am 28. Mai 2009 statt.
| Start- Nr. | Name                         | Talent                       | Ergebnis                                                        | Anmerkungen                                           |
| ---------- | ---------------------------- | ---------------------------- | --------------------------------------------------------------- | ----------------------------------------------------- |
| 1          | Sugar Free                   | Street Dancer                | ausgeschieden                                                   |                                                       |
| 2          | Jackie Prescott & Tippy Toes | Hundetanz                    | ausgeschieden                                                   | Buzzer von Piers Morgan                               |
| 3          | Callum Francis               | Musical-Gesang               | ausgeschieden / Zu wenig Jurystimmen                            | Stimme von Piers Morgan                               |
| 4          | Fred Bowers                  | Breakdancer                  | ausgeschieden                                                   |                                                       |
| 5          | Brit Chix                    | Rockband                     | ausgeschieden                                                   | Buzzer von Simon Cowell, Amanda Holden & Piers Morgen |
| 6          | Julian Smith                 | Saxophon-Spieler             | Gewinner der Halbfinalshow / Finalist durch das Zuschauervoting |                                                       |
| 7          | 2 Grand                      | Großvater/Enkelin-Gesangsduo | Zweitplatzierte / Finalisten durch Jurystimmen                  | Stimme von Simon Cowell & Amanda Holden               |
| 8          | Fabia Cerra                  | Burleske-Tänzerin            | ausgeschieden                                                   |                                                       |

### Fünftes Halbfinale
Das fünfte Halbfinale fand am 29. Mai 2009 statt.
| Start- Nr. | Name           | Talent             | Ergebnis                                                        | Anmerkungen                                           |
| ---------- | -------------- | ------------------ | --------------------------------------------------------------- | ----------------------------------------------------- |
| 1          | The Dreambears | Comedy-Tanztrio    | ausgeschieden                                                   | Buzzer von Simon Cowell                               |
| 2          | Good Evans     | Gesangs-Familie    | ausgeschieden                                                   | Buzzer von Piers Morgan                               |
| 3          | Luke Clements  | Früchte-Jongleur   | ausgeschieden                                                   | Buzzer von Simon Cowell, Amanda Holden & Piers Morgan |
| 4          | Hollie Steel   | Sängerin           | Zweitplatzierte / Finalistin durch Jurystimmen                  | Stimme von Simon Cowell, Amanda Holden & Piers Morgan |
| 5          | Martin Matcham | Sänger & Gitarrist | ausgeschieden                                                   | Buzzer von Simon Cowell                               |
| 6          | Aidan Davis    | Street Dancer      | Gewinner der Halbfinalshow / Finalist durch das Zuschauervoting |                                                       |
| 7          | DCD Seniors    | Tanzgruppe         | ausgeschieden                                                   |                                                       |
| 8          | Greg Pritchard | Opernsänger        | ausgeschieden / Zu wenig Jurystimmen                            | Buzzer von Simon Cowell                               |

## Finale
Das Finale fand am 30. Mai 2009 statt.
| Start- Nr. | Name               | Talent                       | Ergebnis |
| ---------- | ------------------ | ---------------------------- | -------- |
| 1          | Flawless           | Street Dance-Gruppe          | Platz 8  |
| 2          | Shaheen Jafargholi | Sänger                       | Platz 6  |
| 3          | Aidan Davis        | Street Dancer                | Platz 5  |
| 4          | 2 Grand            | Großvater/Enkelin-Gesangsduo | Platz 10 |
| 5          | Hollie Steel       | Sängerin                     | Platz 7  |
| 6          | Stavros Flatley    | Comedy-Tanzduo               | Platz 4  |
| 7          | Shaun Smith        | Sänger                       | Platz 9  |
| 8          | Susan Boyle        | Sängerin                     | Platz 2  |
| 9          | Diversity          | Street Dance-Gruppe          | Sieger   |
| 10         | Julian Smith       | Saxophon-Spieler             | Platz 3  |

## Kontroversen
Es gab viele Beschwerden von Zuschauern nach dem Auftritt der Burleske-Tänzerin Fabia Cerra in den Auditions, da sie sich während diesem fast nackt ausgezogen hatte. Dies sorgte für Aufsehen und es wurde unterstellt, dass dieses Programm nicht für Kinder geeignet sei. Der Fernsehsender ITV zensierte einige Stellen ihres Auftritts und zeigte mehr Reaktionsaufnahmen von der Jury und dem Publikum im Saal.
Obwohl die Betreuung und das Wohlbefinden der Kandidaten in den Live-Shows laut Produzenten an erster Stelle steht, kam dies bei der Sängerin und Zweitplatzierten Susan Boyle nicht an. Vor und nach ihren Auftritten hatte sie gesundheitliche Probleme und musste später in eine psychiatrische Klinik in London, um sich zu erholen.